# Losartan

Losartans struktur, den första ARB som tillverkades.

Losartan är en angiotensin II-receptorantagonist, ARB, som används vid behandling av högt blodtryck, ofta i kombination med hydroklortiazid (ett diuretikum, urindrivande medel). Losartan är huvudbeståndsdelen i läkemedlet Cozaar (mot högt blodtryck) som marknadsförs av Merck & Co och är receptbelagt. Losartan finns numera också som generiskt läkemedel, det vill säga läkemedel under sitt kemiska namn som säljs av olika tillverkare.  
Läkemedlet blockerar blodkärlens angiotensin II-receptorer och ger således sänkt blodtryck. Läkemedlet, liksom ACE-hämmare sänker inte blodtrycket lika mycket hos svarta människor som icke-svarta.
Losartan skyddar också njuren hos personer med nedsatt njurfunktion och högt blodtryck. Losartan är också ett alternativ till ACE-hämmare.